# 검단 대곡동 지석묘군
검단 대곡동 지석묘군(黔丹 大谷洞 支石墓群)은 인천광역시 서구 대곡동에 있는 고인돌 군이다. 1995년 3월 2일 인천광역시의 기념물 제33호로 지정되었다.

## 개요
지석묘는 청동기시대의 대표적인 무덤으로 고인돌이라고도 부르며, 주로 경제력이 있거나 정치권력을 가진 지배계층의 무덤으로 알려져 있다.
우리나라의 고인돌은 4개의 받침돌을 세워 돌방을 만들고 그 위에 거대하고 평평한 덮개돌을 올려 놓은 탁자식과, 땅속에 돌방을 만들고 작은 받침돌을 세운 뒤 그 위에 덮개돌을 올린 바둑판식으로 구분된다.
인천시 서구 대곡동 가현산에서 동서방향으로 뻗어 있는 야트막한 구릉지에 분포되어 있는 이 고인돌군은 모두 10기로, 탁자식과 바둑판식이 섞여 있다.
10기 중 탁자식 고인돌 2기를 제외하고는 대부분의 고인돌이 매몰되거나 주위에 흩어져 파괴된 상태이다. 그러나 탁자식 고인돌의 받침돌로 보이는 돌들이 놓여 있어 이 고인돌군은 탁자식이 주였던 것으로 추정된다.
이 고인돌군은 아직 발굴 조사가 이루어지지는 않았지만 한강 이북 지역 고인돌 연구에 중요한 자료로 평가되고 있다.

## 참고 문헌
- 검단 대곡동 지석묘군 - 국가유산청 국가유산포털